# Josef Smolík
Josef Smolík (* 27. März 1922 in Jičín; † 4. Februar 2009 in Prag) war ein tschechischer evangelischer Theologe, Pfarrer der Evangelischen Kirche der Böhmischen Brüder, Hochschullehrer an der Prager evangelischen Hus- bzw. Comenius-Fakultät und Dekan der Karlsuniversität.

## Leben
Smolik erlangte nach dem Schulbesuch die Hochschulreife und studierte während des Zweiten Weltkriegs in illegalen Seminarkursen Evangelische Theologie. Danach arbeitete er als Gemeindediakon der Evangelischen Kirche der Böhmischen Brüder in Rokycany, danach als Vikar in Pardubice und Prag und schloss ein einjähriges Studium am Union Theological Seminary in New York an. Im Jahre 1949 wurde er zum Pfarrer der evangelischen Gemeinde in Pardubice gewählt. Von 1962 bis 1966 versah er seinen Seelsorgedienst an der Evangelischen Salvatorkirche in Prag. Im Jahre 1950 erlangte er seine Habilitation und wurde Dozent für Praktische Theologie an der Hus-Fakultät in Prag. 1966 wurde er zum Professor berufen und hielt Vorlesungen und Seminare an der Prager Fakultät für evangelische Theologie, die heute Comenius-Fakultät heißt. Im Jahr 1980/81 nahm er eine Gastprofessur an der Universität Erlangen wahr. Nach seiner Rückkehr wirkte er bis zu seiner Emeritierung im Jahr 2003 in Prag. Von 1978 an war er über fünf Amtszeiten der Dekan dieser Fakultät. Im Jahre 1990 war er wiedergewählt worden, als er sich für die Wiedereingliederung dieser Fakultät in die Universität einsetzte.
Er war vertreten in ökumenischen Organisationen und Gremien, im Zentralausschuss des Genfer Ökumenischen Rates der Kirchen, in der Kommission für Glauben und Kirchenverfassung des ÖRK sowie als langjähriger Vorsitzender der Brüder-Unität von Konstanz. Er ließ sich auch auf einen Briefwechsel mit Studenten ein, wie das Reformierte Predigerseminar von Wuppertal in seiner Web-Chronik berichtet. Smolík war Mitglied der Christlichen Friedenskonferenz und wurde bei den von ihr einberufenen Allchristlichen Friedensversammlungen in Arbeitsausschüsse dieser Konferenz gewählt.
Nach seinem Tod wurde mit einer Trauerfeier in der Prager evangelischen Salvatorkirche an ihn und sein Lebenswerk erinnert.

## Ehrungen
- Ehrendoktor der Theologischen Fakultät von Bratislava (1984)
- Ehrendoktor der Theologischen Fakultät von Budapest (1987)

## Schriften (Auswahl)
- Die Christenheit im Gespräch mit dem Atheismus. In: Kirchenblatt für die reformierte Schweiz 122, Basel 1966, S. 37–39.
- Die prophetische Aufgabe der Kirche. Reich, Hamburg 1971.
- Die homiletisch-systematische Analyse der exegetischen und meditativen Methoden. In: Theologische Literaturzeitung 102 (1977), Sp. 705–714 (Digitalisat).
- Erbe im heute. Gesammelte Aufsätze zur Kirchengeschichte, Praktischen Theologie und Ökumenik. Evangelische Verlagsanstalt, Berlin 1982.
- Josef L. Hromádka. Život a dílo. Praha, Ekumenická rada církví v ČR v Evangelickém naklad. 1991.
- Die christliche Identität in Mitteleuropa. In: Kirchliche Zeitgeschichte 8 (1995), S. 90–98.
- Josef L. Hromádka und die Prager Friedenskonferenz. In: Reinhard Scheerer (Hrsg.): Hoffnung lässt nicht zuschanden werden.  Frankfurt/Main 1995, S. 88–102.
- Hus in Mähren; Hus und die Böhmischen Brüder. In: Jan Hus – Zwischen Zeiten, Völkern, Konfessionen. Vorträge des internationalen Symposions in Bayreuth vom 22. bis 26. September 1993. Hrsg. von Ferdinand Seibt u. a. R. Oldenbourg Verlag, München 1997, ISBN 978-3-486-56149-4, S. 253–261; 307–312.
- Die Kirchen in der Tschechischen Republik und die Ökumene. In: Beziehungen zwischen dem Ökumenischen Rat der Kirchen und seinen osteuropäischen Mitgliedskirchen – Herausforderungen, Chancen, Defizite. Berlin 1998, ISBN 3-931232-06-9, S. 118–126.
- Hans Joachim Iwand und die Christen in der Tschechoslowakei. In: Communio viatorum. A theological journal 41 (1999), S. 197–211.
- Ökumene aus der Perspektive von Prag. In: Der Ökumenische Rat der Kirchen in den Konflikten des Kalten Krieges. Kontexte – Kompromisse – Konkretionen (= Beiheft zur Ökumenischen Rundschau Nr. 70, herausgegeben von Heinz-Jürgen Joppien). Lembeck, Frankfurt a. M.: 2000, ISBN 3-87476-360-9, S. 199–206.
- Die tschechische (böhmische) Diakonie. In: Beiträge zur ostdeutschen Kirchengeschichte 5 (2002), S. 130–165.